# Singhiella dioscoreae
Singhiella dioscoreae és una espècie d'hemípter del gènere Singhiella, de la família dels Aleiròdids.
Va ser descrita científicament per primera vegada per Takahashi el 1934.